# Hopewell (New Jersey)
Hopewell è un comune (borough) degli Stati Uniti d'America, situato nello Stato del New Jersey, nella contea di Mercer.